# 온실가스 종합정보센터
온실가스 종합정보센터(溫室가스 綜合情報센터, Greenhouse Gas Inventory and Research Center, 약칭: GIR)는 국가 온실가스 종합정보관리체계 구축·관리에 관한 업무를 수행하는 대한민국 환경부의 소속기관이다. 2010년 7월 9일 발족하였으며, 충북 청주시 흥덕구 오송읍 오송생명8로 227 오송바이오프라자 4~5층에 위치하고 있다. 센터장은 고위공무원단 나등급에 속하는 일반직 또는 연구직공무원으로 보하되, 임기제공무원으로 보할 수 있다.

## 직무
- 보안·문서·인사·관인 관리·예산·결산 및 회계에 관한 사항
- 국가 및 부문별 온실가스 감축 목표 설정의 지원
- 국제기준에 따른 국가 온실가스 종합정보관리체계 운영
- 온실가스·에너지 목표관리 관련 업무협조 지원 및 관계 중앙행정기관에 대한 정보 제공
- 국내외 온실가스 감축 지원을 위한 조사·연구
- 배출권거래제 기본계획 및 국가배출권할당계획 수립을 위한 조사·연구
- 국가 온실가스 배출계수 검증·관리, 배출량 산정방법 개선 등 온실가스 배출량 산정·보고에 관한 사항
- 배출권거래제 관련 명세서 검토 및 폐기물 분야 온실가스·에너지 목표관리 관련 이행계획서 검토
- 배출권거래제 관련 명세서 관리 및 배출권 등록시스템 구축·운영
- 「저탄소 녹색성장 기본법」 제42조제9항에 따른 관리업체의 이행계획서 및 명세서 관리

## 연혁
- 2010년 7월 9일: 환경부 소속으로 온실가스 종합정보센터 설치.[3]
- 2011년 2월: 국가 온실가스 통계 관리 위원회 구성.
- 2011년 7월: 국가 부문별·업종별·연도별 온실가스 감축목표 설정.
- 2014년 1월: 국가 온실가스 감축 로드맵 수립 지원.
- 2014년 4월: 배출권등록부(ETRS) 구축 및 국가 온실가스 종합정보시스템 고도화(NGMS)
- 2015년 6월: Post-2020 국가 온실가스 감축목표 설정.
- 2016년 6월 1일: 국무조정실 소속으로 변경.[4]
- 2016년 6월: 파리기후변화 협정의 효율적인 이행을 기후변화 대응체계 개편.
- 2018년 1월 1일: 환경부 소속으로 변경.[5]
- 2019년 2월: 제 1차계획기간(2015~2017년) 배출권거래제 운영결과보고서 발간
- 2020년 12월: 2018~2019년 온실가스 감축 이행실적 평가 보고서 발간
- 2021년: 2050 탄소중립 시나리오 수립, 지원 (기술작업반 운영 간사)
- 2022년: 2020 배출권거래제 운영결과 보고서 발간, 2030 감축목표 수정안 수립, 지원 (기술작업반 운영 간사)

## 조직

### 센터장
- 기획총괄팀[6]
- 정보관리팀[7]
- 감축목표팀[8]